# Jørgen Jørgensen (Radsportler)

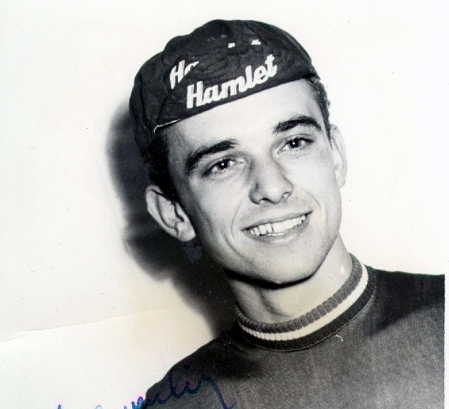
Jørgen Jørgensen (1960)

Jørgen Bendy Jørgensen (* 1. April 1936 in Kopenhagen; † Januar 2016) war ein dänischer Radrennfahrer.

## Sportliche Laufbahn
Jørgensen war Straßenradsportler und Teilnehmer der Olympischen Sommerspiele 1960 in Rom. Im Mannschaftszeitfahren schied der Vierer Dänemarks mit Knud Enemark Jensen, Vagn Aage Bangsborg, Niels Verner Baunsøe und Jørgen Jørgensen nach einem Zusammenbruch von Enemark Jensen aus.
1960 wurde er beim Sieg von Ole Krøier Dritter der nationalen Meisterschaft im Straßenrennen. 1956 bestritt er die Tour d’Europe und wurde 36. der Gesamtwertung. 1959 und 1960 fuhr er die Internationale Friedensfahrt und kam 1959 auf den 64. und 1960 als bester dänischer Fahrer auf den 28. Platz. 1961 gewann er das Rennen Roserittet als erster Ausländer in Norwegen.